# Voivodia de Wenden
A voivodia de Wenden (polonês: Województwo wendeńskie) foi uma unidade de divisão administrativa e governo local no Ducado da Livônia, parte da República das Duas Nações, desde que ela foi formada em 1598 até a conquista da Livônia pelos suecos na década de 1620. O que restou da Livônia polonesa foi chamada de voivodia da Livônia até a primeira partição da Polônia em 1772.

## Governo municipal
Sede do governo da voivodia (wojewoda):
- Wenden

Sede do Conselho regional (sejmik poselski i deputacki):
- Wenden

Principais cidades:
- Wenden (Kieś)
- Riga
- Kokenhuza
- Kircholm
- Dyneburg
- Rzeżyca
- Schwanenburg
- Lucyn

## Voivodas
- Joachim Tarnowski (1627-1641)
- Tomasz Sapieha (1641-1643)
- Gerard Denhoff (1643-1648)